# Scleria pusilla
Scleria pusilla är en halvgräsart som beskrevs av Pilg.. Scleria pusilla ingår i släktet Scleria och familjen halvgräs. Inga underarter finns listade i Catalogue of Life.